# Ermin Velić
Ermin Velić (Jajce, 1 april 1959) is een voormalig Bosnisch handballer.
Op de Olympische Spelen van 1988 in Seoel won hij de bronzen medaille met Joegoslavië. Velić speelde vier wedstrijden als doelman.
Mirko Bašić · Jožef Holpert · Boris Jarak · Slobodan Kuzmanovski · Muhamed Memić · Alvaro Načinović · Goran Perkovac · Zlatko Portner · Iztok Puc · Rolando Pušnik · Momir Rnić · Zlatko Saračević · Irfan Smajlagić · Ermin Velić · Veselin Vujović